# Kiefernspinner
Der Kiefernspinner (Dendrolimus pini) ist ein Schmetterling (Nachtfalter) aus der Familie der Glucken (Lasiocampidae).

## Merkmale
Die Falter erreichen eine Flügelspannweite von 50 bis 80 Millimetern, wobei die Weibchen größer als die Männchen sind. Ihre Färbung ist sehr variabel und variiert zwischen hellgrau, fuchsrot und schwarzbraun. Auf den Vorderflügeln haben sie drei gezackte, dunkelbraune Querbinden, wobei die durch die Binden abgegrenzten Bereiche eine andere Färbung haben können. Dicht an der Binde, die die nächste zum Flügelansatz hin ist, haben sie einen kleinen, weißen Punkt. Die Männchen haben lange und gefiederte Fühler, während die der Weibchen kurz und kammzähnig sind. Die Beine sind behaart. Die Hinterflügel haben mehr oder weniger die gleiche Färbung wie die Vorderflügel.
Nach dem Schlüpfen sind die ungefähr fünf Millimeter langen Raupen blassgelb, und mit dunkelblauen bis schwarzen, relativ lang behaarten Warzen bedeckt. Nach der ersten Häutung verändert sich die Zeichnung fast nicht mehr. Die Raupen werden ca. 70 Millimeter lang. Sie haben eine graubraune oder gelblich graue Grundfarbe und hell eingefasste, rautenförmige Flecken am Rücken. An den Seiten haben sie dichte, helle Haarbüschel und braune Längsstreifen. Wenn die Raupen beunruhigt werden, stülpen sie aus den Brustsegmenten am Rücken zwei metallisch blaue Haarpolster aus.
Die Puppe ist dunkelbraun bis schwarz gefärbt und ca. 30 Millimeter lang und 9 Millimeter breit.

### Unterarten
- Dendrolimus pini cederensis (Daniel, 1939)[3]
- Dendrolimus pini iberica (Schawerda, 1926)[3]
- Dendrolimus pini pini (Linnaeus, 1758)[3]
- Dendrolimus pini schultzeana (Rebel, 1934)[3]

## Vorkommen
Die Tiere kommen in fast ganz Europa, außer Teilen der Iberischen Halbinsel, dem hohen Norden und Großbritannien, östlich bis nach Ostasien vor. Sie leben in Kiefernwäldern, wobei sie Wälder mit sandigen Böden und Kontinentalklima bevorzugen. Sie neigten früher zu Massenvermehrungen, sie kommen aber mittlerweile nur mehr vereinzelt, aber nicht selten vor. Ausführliche Studien zu großen Massenvermehrungen, wie etwa in den Kiefernwäldern bei Wiener Neustadt, wurden immer wieder betrieben.

## Lebensweise

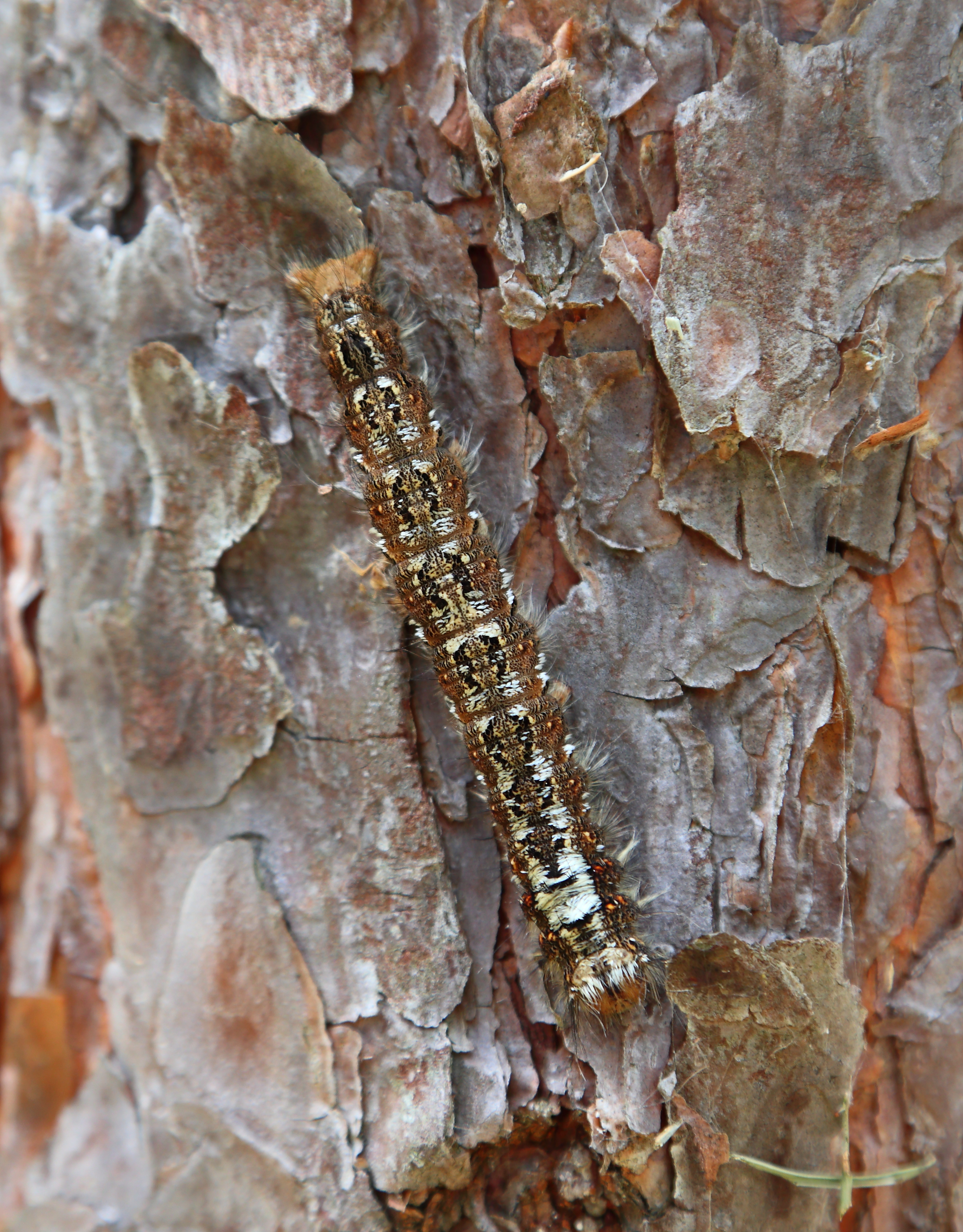
Ausgewachsene Kiefernspinner-Raupe

Sowohl die Männchen als auch die Weibchen sind nachtaktiv.

### Flug- und Raupenzeiten
Die Falter fliegen von Anfang Juni bis Mitte August, die Raupen findet man von August bis Juni des nächsten Jahres.

### Nahrung der Raupen
Die Raupen ernähren sich ausnahmslos von den Nadeln von Nadelbäumen, wobei sie vor allem auf Waldkiefer (Pinus sylvestris) und anderen Kiefernarten zu finden sind, sie fressen aber auch an Fichten (Picea abies) und Weißtanne (Abies alba).

## Entwicklung
Die Paarung, welche mehrmals stattfinden kann, wird nachts vollzogen, dabei sitzen die Partner senkrecht und mit den Köpfen voneinander abgewandt. Die Weibchen legen bereits am Tag nach der Paarung ihre langgestreckten, gelblichen Eier in kleinen, bis zu 30 Stück umfassenden Gruppen an die Nadeln ihrer Futterpflanzen. Aber auch an den darauffolgenden Tagen legt das Weibchen Eier. Die Raupen schlüpfen 13 bis 18 Tage nach der Ablage und fressen je nach Temperatur bis in den November. Sie entwickeln sich unterschiedlich schnell, weswegen sie in unterschiedlichen Häutungsstadien zusammengerollt am Boden, im Streu überwintern. Sie verkriechen sich dabei meist dicht am Stamm unter Moos und Nadeln. Im nächsten Frühling sind sie früh aktiv und sind dann schon von März bis in den Juni hinein ausgewachsen. Am meisten fressen die Raupen im letzten Häutungsstadium, doch jeweils 2–5 Tage vor einer Häutung fressen sie nichts. Gelegentlich überwintern die Raupen zweimal. Sie verpuppen sich in einem langgestreckten, gelblichen Kokon auf den Zweigen ihrer Futterpflanzen zwischen Nadeln. Die Raupen, welche sich früh verpuppen, bleiben länger in der Puppe als die Raupen, welche sich spät verpuppen, wobei Männchen weniger lang in der Puppe bleiben als Weibchen.

## Geschichtliches
Der mecklenburgische Naturforscher Adolph Christian Siemssen widmete 1794 dem Kiefernspinner („große Tannenraupe“) eine Schrift, in der er das Massenauftreten schilderte und Vorschläge zur Bekämpfung machte: an erster Stelle stand für ihn die biologische Schädlingsbekämpfung durch natürliche Feinde (Vögel, Schlupfwespen), das Einsammeln der Kiefernspinner-Puppen lehnte er ausdrücklich mit der Begründung ab, dadurch würden die Schlupfwespen ebenfalls vernichtet. Zusätzlich empfahl er Teeranstrich, Gräbenziehen und das Einsammeln der Raupen.